# Hipojódossav
A hipojódossav szervetlen sav, képlete HOI. Vízben oldott jód és higany(II)- vagy ezüstsó reakciójával keletkezik. Diszproporcionálódása miatt gyorsan bomlik:
5 HOI  →   HIO3  +  2I2  +  2H2O
Gyenge sav, savi disszociációs állandója (Ka) mintegy 10−11 (pKa≈11). A belőle protonvesztéssel keletkező konjugált bázis a hipojodit IO−. Hipojodit sókat jód és alkáli-hidroxidok reakciójával lehet előállítani. A hipojoditok jodidok és jodátok képződése közben gyorsan diszproporcionálódnak.

## Fordítás
Ez a szócikk részben vagy egészben  a   Hypoiodous acid című angol Wikipédia-szócikk ezen változatának fordításán alapul.  Az eredeti cikk szerkesztőit annak laptörténete sorolja fel. Ez a jelzés csupán a megfogalmazás eredetét és a szerzői jogokat jelzi, nem szolgál a cikkben szereplő információk forrásmegjelöléseként.